# 1700
[[Категорија:1700
.| ]]
1700. је била проста година.

## Догађаји

### Јануар
- 1. јануар — Русија почиње да користи Јулијански календар.

### Новембар
- 23. новембар — Папа Климент XI је наследио папу Иноћентија XII као 243. папа.
- 30. новембар — Шведска војска под командом краља Карла XII је у бици за Нарву поразила руску војску.

## Рођења

### Фебруар
- 8. фебруар — Данијел Бернули, швајцарски математичар

## Смрти

### Септембар
- 27. септембар — Папа Иноћентије XII, римски папа

### Новембар
- 1. новембар — Карлос II од Шпаније, шпански краљ из династије Хабзбурга